# Agapanthia maculicornis
Agapanthia maculicornis (Gyllenhal, 1817) è un coleottero appartenente alla famiglia Cerambycidae.